# Прогрессивно-консервативная партия Юкона
Прогрессивно-консервативная партия Юкона (англ. Yukon Progressive Conservative Party, фр. Parti progressiste-conservateur du Yukon) — ранее существовавшая канадская консервативная региональная партия, действовавшая на территории Юкон. Предшественница Партии Юкона.

## История
Партия была основана в апреле 1978 года. Законодатель Юкона Хильда Уотсон была избрана первым лидером партии, победив депутата Юкона Эрика Нильсена с отрывом в один голос. Уотсон была членом Законодательного совета территории с 1970 года. Она также стала первой женщиной в истории Канады, которая возглавила политическую партию на всеобщих выборах. Однако Уотсон не смогла получить место на местных выборах 1978 года и поэтому подала в отставку. Крис Пирсон стал новым лидером партии.
Прогрессивно-консервативная партия потерпела поражение на местных выборах 1985 года. Её главным соперником была Новая демократическая партии Юкона во главе Тони Пеникеттом. 
С падением популярности прогрессивно-консервативного федерального правительства премьер-министра Канады Брайана Малруни Прогрессивно-консервативная партия Юкона решила разорвать свои отношения с федеральной партией и переименовать себя в Партию Юкона до местных выборов 1992 года.

## Результаты на выборах
| Election | Leader        | %    | Seats    | +/–  | Position |
| -------- | ------------- | ---- | -------- | ---- | -------- |
| 1978     | Хильда Уотсон | 37,1 | 11 из 16 | ▲ 11 | ▲ 1      |
| 1982     | Крис Пирсон   | 46,9 | 10 из 16 | ▼ 1  | ▬ 1      |
| 1985     | Уиллард Фелпс | 46,9 | 6 из 16  | ▼ 4  | ▼ 2      |
| 1989     | Уиллард Фелпс | 46,9 | 7 из 16  | ▲ 1  | ▬ 2      |

## Лидеры
- Хильда Уотсон 1978
- Крис Пирсон 1978—1979 (и. о.), 1978—1985
- Уиллард Фелпс 1985—1991